# Пол Ди’Ано
Пол Ди’Ано (енгл. Paul Di’Anno; Лондон, 17. мај 1958 — Солсбери, 21. октобра 2024) био је први певач Ајрон мејдена (енгл. Iron Maiden).

## Биографија
Крајем седамдесетих, певао је у Берд ов преј (енгл. Bird of Prey). Године 1977. добија понуду за вокал од Ајрон мејдена. Од 1978. наступа са бендом по локалним пабовима по Лондону. Први албум снима 1980. са Ајрон мејденом.
Одлазе на турнеју по Уједињеном Краљевству. Ајрон мејден снима 'Killers' албум 1981. и одлазе на светску турнеју.
Један део турнеје, били су предгрупа Кису (енгл. Kiss) и Џудас присту. На тој турнеји, снимају уживо албум у Јапану, Maiden Japan. На завршетку 'Killers' турнеје, Пол Ди'Ано напушта Ајрон мејден.
Због напора на турнеји, и због „рокенрол живота“, није желео више да пева за Ајрон мејден. Бенд је постајао све јачи и озбиљнији, а он није желео да напусти живот као што је живео.
Окреће се соло каријери. Снима соло албум 1984. Године 1985. оснива ‘Gogmagog’.
Gogmagog - Paul Di’Anno, Janick Gers, Clive Burr, Neil Murray.
Касније оснива и наступа са познатим бендовима: Battlezone, Killers band …
Пол Ди'Ано се појављује на више од 60 издања.
2006. излази албум : Paul Di'Anno: The Classics - Maiden Years (компилација)
Мада није дуго био у Ајрон мејдену, 4 године, ипак је оставио трага у каријери Ајрон мејдена, чак и у хеви металу.

## Пол Дијано дискографија са Ајрон мејденом
- 1979. `Soundhouse Tapes` – ЕП (прво издање бенда)
- 1980. `Running Free` - Сингл
- 1980. `Sanctuary` - Сингл
- 1980. `Women in Uniform` - Сингл
- 1980. `Metal for Muthas` - Компилација
- 1980. `Iron Maiden` – први албум
- 1980. `Live + One` - ЕП
- 1981. `Twilight zone` - Сингл
- 1981. `Killers` – други албум
- 1981. `Maiden Japan` - Уживо
- 1981. `Purgatory` – Сингл
- + Бест, Компилације …